# Kannusjärvi (sjö i Heinola, Päijänne-Tavastland)
Kannusjärvi är en sjö i kommunen Heinola i landskapet Päijänne-Tavastland i Finland. Arean är 35 hektar och strandlinjen är 6,42 kilometer lång. Sjön  ingår i Kymmene älvs huvudavrinningsområde.   Den ligger omkring 42 kilometer nordöst om Lahtis och omkring 140 kilometer nordöst om Helsingfors. 
Kannusjärvi ligger väster om Valkjärvi och sydöst om Viilajärvi. 